# 솔로몬 제도 전역
솔로몬 제도 전역(Solomon Islands campaign)은 제2차 세계 대전의 태평양 전쟁의 주요 전역 (전쟁)이었다. 이 전역은 1942년 첫 6개월 동안 일본군이 영국령 솔로몬 제도와 뉴기니 영토의 부건빌에 상륙하고 여러 지역을 점령하는 것으로 시작되었다. 일본군은 이 지역을 점령하고 여러 해군 및 공군 기지 건설을 시작했다. 뉴기니에서 일본 공세의 측면을 보호하고, 뉴브리튼의 라바울에 있는 일본의 주요 기지에 대한 보안 장벽을 구축하고, 미국과 호주, 뉴질랜드의 연합군 사이의 보급선을 차단하기 위한 기지를 제공하는 것이 목표였다.
남태평양의 통신 및 보급선을 방어하기 위해 연합군은 뉴기니에서 반격을 지원하고 라바울에서 일본 기지를 고립시켰으며 솔로몬 제도의 일본군을 반격하여 과달카날(과달카날 전역 문서 참고)과 인근의 작은 섬에 1942년 8월 7일 상륙했다. 이 상륙은 과달카날 상륙을 시작으로 솔로몬 제도 중부 및 북부, 뉴조지아섬 및 부건빌섬 주변에서 여러 차례의 전투로 이어지는 두 적군 간의 일련의 연합 전투를 시작했다.
지상, 해상, 공중에서 벌어진 소모전에서 연합군은 일본군을 무너뜨리고 일본군 자산에 돌이킬 수 없는 손실을 입혔다. 연합군은 솔로몬 제도의 일부를 재탈환했고(비록 저항은 전쟁이 끝날 때까지 계속되었지만) 일본의 일부 진지를 고립 및 무력화하여 우회했다. 솔로몬 제도 전역은 그 후 뉴기니 전역과 수렴되었다.

## 같이 보기
- 과달카날 전역
- 복수 작전
- 산호해 해전